# Alberto Juantorena
Alberto Juantorena Danger (Santiago di Cuba, 21 novembre 1950) è un ex mezzofondista e velocista cubano, vincitore di due medaglie d'oro ai Giochi olimpici di Montréal 1976.
È stato il primatista mondiale degli 800 metri piani dal 1976 al 1979, quando è stato battuto da Sebastian Coe. È stato inoltre il primo, e finora unico, atleta della storia in grado di vincere sia i 400 che gli 800 metri piani in una stessa edizione dei Giochi olimpici. Per i suoi meriti sportivi, nel 2012 è stato inserito nella IAAF Hall of Fame.

## Biografia

### Gli inizi
Nato a Santiago di Cuba, Juantorena inizia giocando a pallacanestro, fin quando viene scoperto da un allenatore polacco di atletica, Zygmunt Zabierzowski, che lo convince a dedicarsi alla corsa. Solo un anno dopo partecipa ai Giochi olimpici di Monaco di Baviera 1972, venendo eliminato per soli cinque centesimi di secondo dal finlandese Kukkoaho nelle semifinali dei 400 metri con il tempo di 46"07. Ironia della sorte volle che nei due turni precedenti il cubano fosse sempre sceso sotto i 46 secondi (45"94 e 45"96).
Nel 1973 diviene noto, vincendo due medaglie d'oro sui 400 metri piani in due diverse competizioni internazionali: una alle Universiade di Mosca con il tempo di 45"36 e una ai Campionati centroamericani e caraibici con 46"4 (cronometraggio manuale). L'anno dopo vince la medaglia d'oro ai Giochi centramericani e caraibici in Città del Messico con 45"52, mentre ai Giochi panamericani del 1975 vince l'argento con 44"80, dietro allo statunitense Ronnie Ray che vince in 44"45 (da tenere conto dell'altitudine).

### Il doppio oro olimpico a Montréal 1976
Inizia a dedicarsi seriamente agli 800 metri piani nel 1976, ma pochi lo ritengono un serio candidato all'oro olimpico in vista delle Olimpiadi di Montréal della specialità. Nonostante non sia tra i favoriti della vigilia, Juantorena raggiunge la finale olimpica e guida il gruppo per gran parte della gara, concludendola vittorioso con il tempo da record mondiale di 1'43"50. Tre giorni dopo bissa l'oro, vincendo anche la finale dei 400 metri con il proprio personale di 44"26 e diventando l'unico atleta ad aver vinto l'oro, in un'edizione dei Giochi olimpici, sia sui 400 che sugli 800 m piani. Nella staffetta 4×400 metri Cuba arriva soltanto settima con 3'03"81.
L'anno seguente si ripete con il record mondiale sugli 800 metri alle Universiadi di Sofia vincendo in 1'43"44, sei centesimi meglio del precedente primato. Ai Campionati centroamericani e caraibici di Xalapa arriva secondo sui 400 metri con 45"67,

### Gli ultimi anni di carriera ed il ritiro
Juantorena, conosciuto in patria come El Caballo (il cavallo), continua la sua carriera, anche senza più raggiungere i livelli di Montréal. Ai Giochi centramericani e caraibici del 1978 ripete la doppietta 400-800 metri, rispettivamente con 44"27 (solo un centesimo dal proprio primato personale) e un più modesto 1'47"23; ai Giochi panamericani di San Juan dell'anno dopo invece, non riesce ad andare oltre l'argento in entrambe le discipline.
Perde una medaglia nei 400 metri ai Giochi olimpici di Mosca 1980, piazzandosi solo al quarto posto, ma si rifà con due ori i due anni seguenti, entrambi sugli 800 metri ai Campionati centroamericani e caraibici e ai Giochi centramericani e caraibici, vincendo rispettivamente con 1'47"59 e 1'45"15. Ai Campionati del mondo del 1983, fa la sua ultima apparizione internazionale, arrivando secondo in batteria dietro al brasiliano Agberto Guimarães, tuttavia un infortunio lo costringe ad abbandonare la manifestazione.
Dall'11 giugno 2012 è membro della IAAF Hall of Fame ed è membro del consiglio della IAAF. Suo nipote è il noto pallavolista Osmany Juantorena.

## Palmarès
| Anno | Manifestazione      | Sede              | Evento      | Risultato  | Prestazione | Note                          |
| ---- | ------------------- | ----------------- | ----------- | ---------- | ----------- | ----------------------------- |
| 1972 | Giochi olimpici     | Monaco            | 400 m piani | Semifinale | 46"07       |                               |
| 1973 | Universiadi         | Mosca             | 400 m piani | Oro        | 45"36       |                               |
| 1973 | Campionati CAC      | Maracaibo         | 400 m piani | Oro        | 46"4        |                               |
| 1974 | Giochi CAC          | Santo Domingo     | 400 m piani | Oro        | 45"52       |                               |
| 1975 | Giochi panamericani | Città del Messico | 400 m piani | Argento    | 44"80       |                               |
| 1975 | Giochi panamericani | Città del Messico | 4×400 m     | Argento    | 3'02"82     |                               |
| 1976 | Giochi olimpici     | Montréal          | 400 m piani | Oro        | 44"26       | Miglior prestazione personale |
| 1976 | Giochi olimpici     | Montréal          | 800 m piani | Oro        | 1'43"50     | Record mondiale               |
| 1976 | Giochi olimpici     | Montréal          | 4×400 m     | 7º         | 3'03"81     |                               |
| 1977 | Universiadi         | Sofia             | 800 m piani | Oro        | 1'43"44     | Record mondiale               |
| 1977 | Campionati CAC      | Xalapa            | 400 m piani | Argento    | 45"67       |                               |
| 1978 | Giochi CAC          | Medellín          | 400 m piani | Oro        | 44"27       |                               |
| 1978 | Giochi CAC          | Medellín          | 800 m piani | Oro        | 1'47"23     |                               |
| 1979 | Giochi panamericani | San Juan          | 400 m piani | Argento    | 45"24       |                               |
| 1979 | Giochi panamericani | San Juan          | 800 m piani | Argento    | 1'46"4      |                               |
| 1979 | Giochi panamericani | San Juan          | 4×400 m     | Bronzo     | 3'06"3      |                               |
| 1980 | Giochi olimpici     | Mosca             | 400 m piani | 4º         | 45"09       |                               |
| 1981 | Campionati CAC      | Santo Domingo     | 800 m piani | Oro        | 1'47"59     |                               |
| 1982 | Giochi CAC          | L'Avana           | 800 m piani | Oro        | 1'45"15     |                               |
| 1983 | Mondiali            | Helsinki          | 800 m piani | Semifinale | dns         |                               |

## Altre competizioni internazionali
1977
- Oro in Coppa del mondo ( Düsseldorf), 400 m piani - 45"36
- Oro in Coppa del mondo ( Düsseldorf), 800 m piani - 1'44"04
- Bronzo in Coppa del mondo ( Düsseldorf), 4×400 m - 3'02"66